# Plaque pleurale
Les plaques pleurales sont des dépôts fibreux bénins sur la plèvre pariétale causés par une exposition à l'amiante,. Leur présence n'augmente pas le risque de cancer du poumon ni de mésothéliome. Elles ne possèdent pas de potentiel de dégénérescence maligne, mais sont un marqueur d'exposition indiquant un risque de développer d'autres maladies causées par l'amiante.
Les plaques pleurales sont des dépôts fibro-hyalins souvent calcifiés, pouvant être localisés ou au contraire diffus,. L'atteinte est bilatérale, mais non symétrique, et prédomine en regard des côtes à la partie postérieure et inférieure du thorax, ainsi que sur le centre tendineux du diaphragme. Leur aspect est celui d'un dépôt lisse en relief, parfois nodulaire, avec des bords pouvant être irréguliers mais bien délimités, et de couleur pâle. L'examen histologique ne retrouve pas de corps asbestosiques.
La physiopathologie des plaques pleurales est mal connue. Elles apparaissent en général plus de 15 ans après la première exposition à l’amiante. Elles sont très fréquentes, atteignant entre 20 et 60 % des personnes exposées. Il s'agit de la plus fréquente des atteintes causées par l'amiante.
Les plaques pleurales sont en règle générale asymptomatiques, bien que certaines puissent entraîner des douleurs thoraciques de type angineux ou neuropathique. L'impact sur la fonction ventilatoire est débattu,. Bien que faible, il pourrait contribuer à une sensation de dyspnée.
Le diagnostic est le plus souvent radiologique. Les plaques sont parfois visibles à la radiographie thoracique, et plus souvent à la tomodensitométrie.
La progression est lente, et il n'existe pas de recommandations de suivi,.

## Photographie

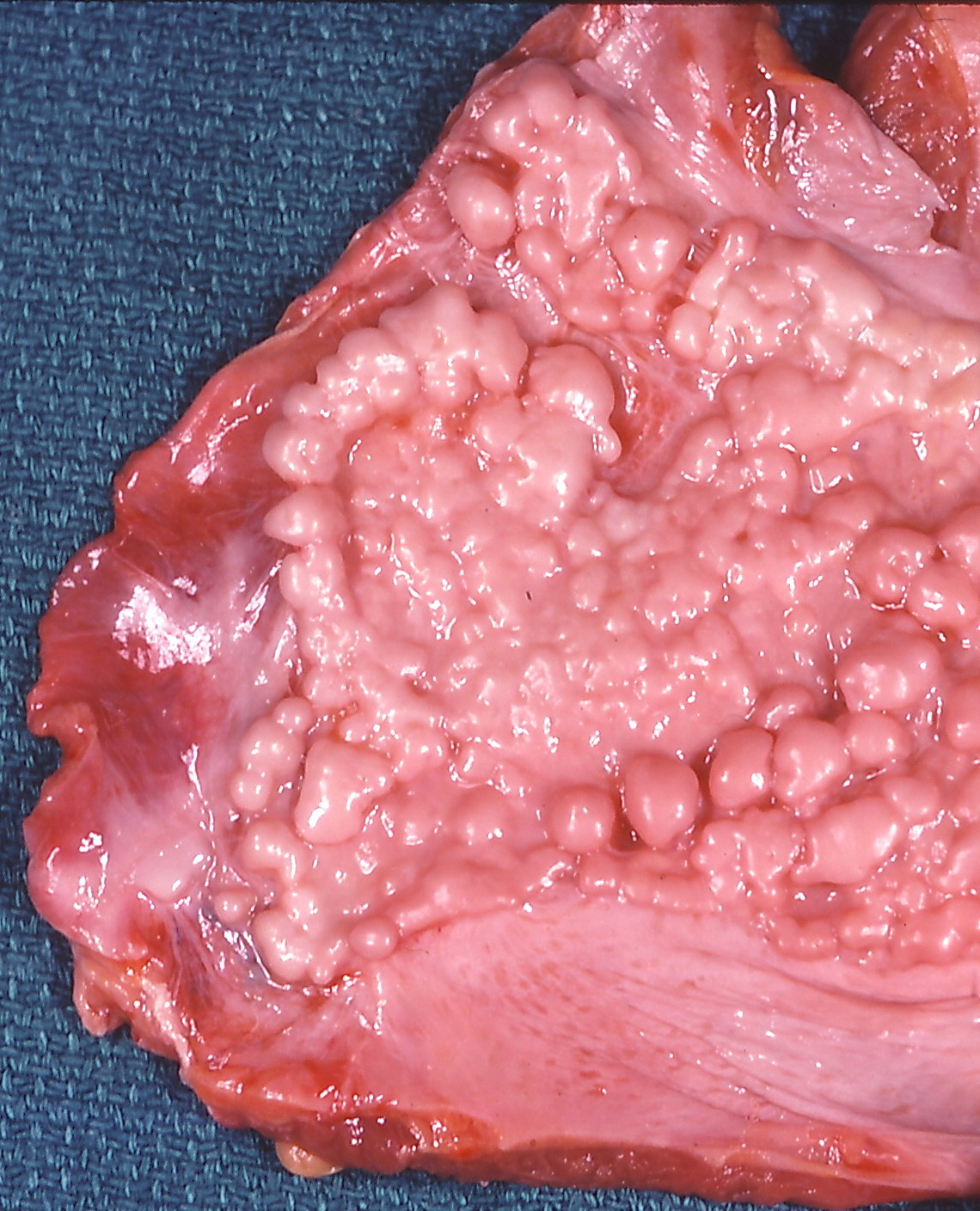
Aspect macroscopique d'une plaque pleurale.